# Otome
Gli otome (乙女ゲーム?, otome gēmu, lett. "gioco per fanciulle") sono una tipologia di giochi narrativi, solitamente visual novel, rivolti a un pubblico femminile, in cui l'obiettivo è di riuscire a conquistare uno dei vari candidati presentati nel corso della storia. Ideati originariamente in Giappone, hanno poi acquisito popolarità nell'emisfero occidentale grazie alla loro diffusione su internet e alla attenzione loro riservata nella produzione di giochi indipendenti.

## Storia
Il primo gioco otome è stato Angelique, pubblicato solo in Giappone dalla Koei per il Super Famicom nel 1994. Il gioco, sviluppato da un team interamente al femminile, ha riscontrato un certo successo fra le adolescenti e le donne nei vent'anni sebbene fosse rivolto a un pubblico più giovane ed è stato fonte di grande ispirazione per il gioco che ha codificato in gran parte il genere di simulatore di appuntamenti, Tokimeki Memorial. Il secondo gioco otome, Albaria no Otome, venne pubblicato nel 1997, sempre in esclusiva giapponese, da Gimmick House e Magical Craft per PC-FX e Playstation. Nel 2002, venne pubblicato uno spin-off di Tokimeki Memorial, serie rivolta a un pubblico maschile ma che era stata apprezzata anche dal pubblico femminile, di questo genere, Tokimeki Memorial Girl's Side, che ha superato la serie originaria per supporto e sequel dalla azienda produttrice, con diversi sequel su Playstation 2, DS, PSP e Nintendo Switch. Gli otome sono molto diffusi anche sui dispositivi mobili, con esperienze a parte tipo Mystic Messenger sia come forma di supporto ad altre tipologie.
Le storie hanno molto in comune con elementi tratti da manga shōjo e jōsei, così come lo stile dei personaggi e delle ambientazioni che segue in buona parte un'estetica anime. Vengono per lo più sviluppati da sviluppatori indipendenti per il loro costo ridotto di produzione.

## Modalità di gioco
I giochi otome si concentrano sulla conquista di uno tra i ragazzi disponibili: per far questo, la giocatrice deve scegliere fra alcune opzioni testuali disponibili per aumentare, o non far diminuire, i punti di affezione del personaggio che vuole conquistare. Questo fino a un certo punto del gioco, definito 'scenario comune', in cui poi si segue una determinata storia, o 'route', basata su quale personaggio ha ricevuto più punti o su quale soglia di punteggio richiesto dal ragazzo sia stata superata. Lo scenario comune può essere o rigidamente limitato, per cui se alla fine di quello programmato non è stata superata nessuna soglia o si finisce in parità fra due personaggi, si ottiene un brutto finale: oppure durare per tutto il gioco, con diversi punti in cui è possibile staccarsi dalla storia principale e seguire una route alternativa, detta struttura a scala. La prima modalità è quella più diffusa, ma lo scenario comune non si applica in caso vi sia solo un ragazzo da conquistare.
All'interno della route vera e propria, si ottiene un brutto finale se si compie la scelta sbagliata o se il punteggio accumulato a fine route non è sufficiente: se invece si soddisfano le caratteristiche, la protagonista e il ragazzo scelto diventano una coppia fissa.
Gli otome spesso sono visual novel: per le produzioni con budget più ampio, i ragazzi selezionabili, e più raramente la protagonista (in quanto è il personaggio con cui la giocatrice interagisce col mondo, e c'è quindi una spinta a immedesimarsi in lei), vengono doppiati: solitamente, ciò avviene con produzioni giapponesi, con le traduzioni che si limitano al testo. Occasionalmente sono presenti delle route platoniche, in cui si approfondisce l'amicizia con la persona selezionata, solitamente riservata per le route in cui la protagonista è un'altra ragazza.

## Diffusione
Per molto tempo, gli otome sono stati diffusi esclusivamente in Giappone e sono stati spesso disponibili solo traduzioni amatoriali anche per i titoli più importanti. Su questo sistema sono derivate produzioni originali, come Dolce Flirt, che grazie al loro basso costo e sistema di monetizzazione free-to-play o diffusione gratuita, si sono fatti conoscere. A questo scopo aiutano anche gli adattamenti animati, come quelli di Amnesia, Uta no Prince-sama e Diabolik Lovers, che hanno suscitato interesse nel pubblico generale, testimoniato dalle vendite di Amnesia su Steam: questo nonostante la nota difficoltà nell'adattare il medium interattivo. Nonostante alcune difficoltà nel mercato, come il fatto che secondo alcuni il pubblico americano faccia fatica a immedesimarsi nelle protagoniste degli otome, le case editrici più specializzate nel genere hanno iniziato a proporre molti dei loro titoli in inglese, soprattutto per console portatili o ibride come il Nintendo Switch.
Gli otome pubblicati sulle console raramente contengono scene sessuali per la politica aziendale dei grandi produttori di console, mentre per le proposte per PC è più comune trovare giochi +18, o eroge.

## Adattamenti
I giochi otome sono stati adattati in molti anime a partire dal primo decennio dei 2000, e sono alla base di molte ambientazioni isekai rivolte a un pubblico femminile, in cui la protagonista viene trasportata all'interno di un mondo basato sulle logiche otome, e solitamente chiamati Otome Isekai. Tuttavia, uno degli elementi più presenti in queste narrative (la figura della rivale) non ha tanto origine nel mondo otome, ma in narrazioni shōjo e jōsei.